# 계시신학
계시신학이란 성경에 기초한 신학을 말한다. 보통 자연신학과 대조하여 쓴다. 자연신학은 인간 이성과 경험 그리고 자연적 현상에 강조점을 두지만, 계시신학은 이런 자연신학은 이성과 경함을 해석하는 인간이 죄에 물들어 신의 존재 논증은 불가능하다고 본다. 계시신학은 신에 대한 연구와 학문적 발전은 성경을 계시로 여기며, 성경이 그 근본적인 중심이어야 한다. 자연신학은 불완전하며, 계시신학을 바탕으로 해야 올바르게 기능한다도 본다.